# Fagnon
 Fagnon  es una población y comuna francesa, en la región de Champaña-Ardenas, departamento de Ardenas, en el distrito de Charleville-Mézières y cantón de Mézières-Centre-Ouest.
Está integrada en la Communauté de communes des Crêtes Préardennaises.

## Demografía
| 188 | 189 | 212 | 282 | 334 | 345 |
| Para los censos de 1962 a 1999 la población legal corresponde a la población sin duplicidades (Fuente: INSEE [Consultar]) |     |     |     |     |     |